# Марковская волость (Волоколамский уезд)
Марковская волость — волость в составе Волоколамского уезда Московской губернии. Существовала до 1924 года. Центром волости была деревня Марково (Маркова).
Под данным 1890 года в деревне Маркова размещалось волостное правление. В деревне Дулепова и селе Корневском работали земские училища. В волость входило 6 населённых пунктов.
В ходе Революции 1905—1907 годов на территории Марковской волости восставшими крестьянами была провозглашена Марковская республика, просуществовавшая с 31 октября 1905 года по 18 июня 1906 года.
По данным 1924 года в Марковской волости было 6 сельсоветов: Горский, Дулеповский, Корневский, Марковский, Монасеинский и Фроловский. 24 марта 1924 года Марковская волость была упразднена, а её территория вошла в состав Раменской волости.